# José Rodríguez Martínez
José Rodríguez Martínez (Villajoyosa, 1994. december 16.) spanyol labdarúgó, aki a spanyol korosztályos válogatott tagja és a Fortuna Sittard játékosa, kölcsönben az 1. FSV Mainz 05-től.

## Statisztika
2015. július 28. szerint
| Klub                   | Szezon           | Bajnokság | Bajnokság | Kupa  | Kupa  | Nemzetközi | Nemzetközi | Összesen | Összesen |
| Klub                   | Szezon           | Meccs     | Gólok     | Meccs | Gólok | Meccs      | Gólok      | Meccs    | Gólok    |
| ---------------------- | ---------------- | --------- | --------- | ----- | ----- | ---------- | ---------- | -------- | -------- |
| Real Madrid Castilla   | 2012–13          | 23        | 0         | —     | —     | —          | —          | 23       | 0        |
| Real Madrid Castilla   | 2013–14          | 37        | 4         | —     | —     | —          | —          | 37       | 4        |
| Összesen               | Összesen         | 60        | 4         | —     | —     | —          | —          | 60       | 4        |
| Real Madrid            | 2012–13          | 1         | 0         | 2     | 1     | 1          | 0          | 4        | 1        |
| Összesen               | Összesen         | 1         | 0         | 2     | 1     | 1          | 0          | 4        | 1        |
| Deportivo de La Coruña | 2014–15          | 25        | 2         | 2     | 0     | —          | —          | 27       | 2        |
| Összesen               | Összesen         | 25        | 2         | 2     | 0     | —          | —          | 27       | 2        |
| Galatasaray SK         | 2015–16          | 0         | 0         | 0     | 0     | 0          | 0          | 0        | 0        |
| Összesen               | Összesen         | 0         | 0         | 0     | 0     | 0          | 0          | 0        | 0        |
| Karrier összesen       | Karrier összesen | 86        | 6         | 4     | 1     | 1          | 0          | 91       | 7        |

## Sikerei, díjai
- Galatasaray SK
  - Török kupa: 2015–16

- Makkabi Tel-Aviv
  - Izraeli kupa: 2017–18

## Külső hivatkozások
- Transfermarkt profil